# Descente de croix (Rubens)
Pour la scène des Évangiles, voir Descente de croix.
Pour l’article homonyme, voir La Descente de Croix.
La Descente de croix est un tableau, peint vers 1616-1617 par Pierre Paul Rubens pour la chapelle du couvent des Capucins de Lille. Cette grande composition de format vertical (425 × 295 cm), exécutée à l'huile sur toile, est conservée au palais des Beaux-Arts de Lille.

## Historique
Ce tableau fait suite à La Descente de croix commandée en 1611 et réalisée entre 1612 et 1614 par Rubens pour le retable de la cathédrale d'Anvers. Cette dernière est toutefois inscrite dans un triptyque quand le tableau de Lille, qui provient du maître-autel du couvent des capucins de la ville, est le premier retable composé d'un seul panneau. Il fait partie des saisies révolutionnaires et figure dans l'inventaire du musée établi en 1795.

## Description
Dix personnages sont représentés sur la toile, dont le Christ, au centre de la composition. On y voit Nicodème et Joseph d'Arimathie, tous deux membres du Sanhédrin, détachant de la croix, avec l'aide d'un serviteur, le corps du Christ soutenu par Jean. Au pied de la croix se trouvent les trois Marie, la Vierge Marie, Marie-Madeleine et Marie Cléophas. Par la gauche, une vieille femme, qui ne figure pas dans l'esquisse préparatoire, entre dans la toile. En arrière-plan, un personnage descend l'échelle sur laquelle est juché Joseph.
Le drapé de la robe de la Madeleine, la bassine de cuivre, la couronne d'épines, le périzonium taché de sang, l'éponge et les clous forment une nature morte en bas du tableau.

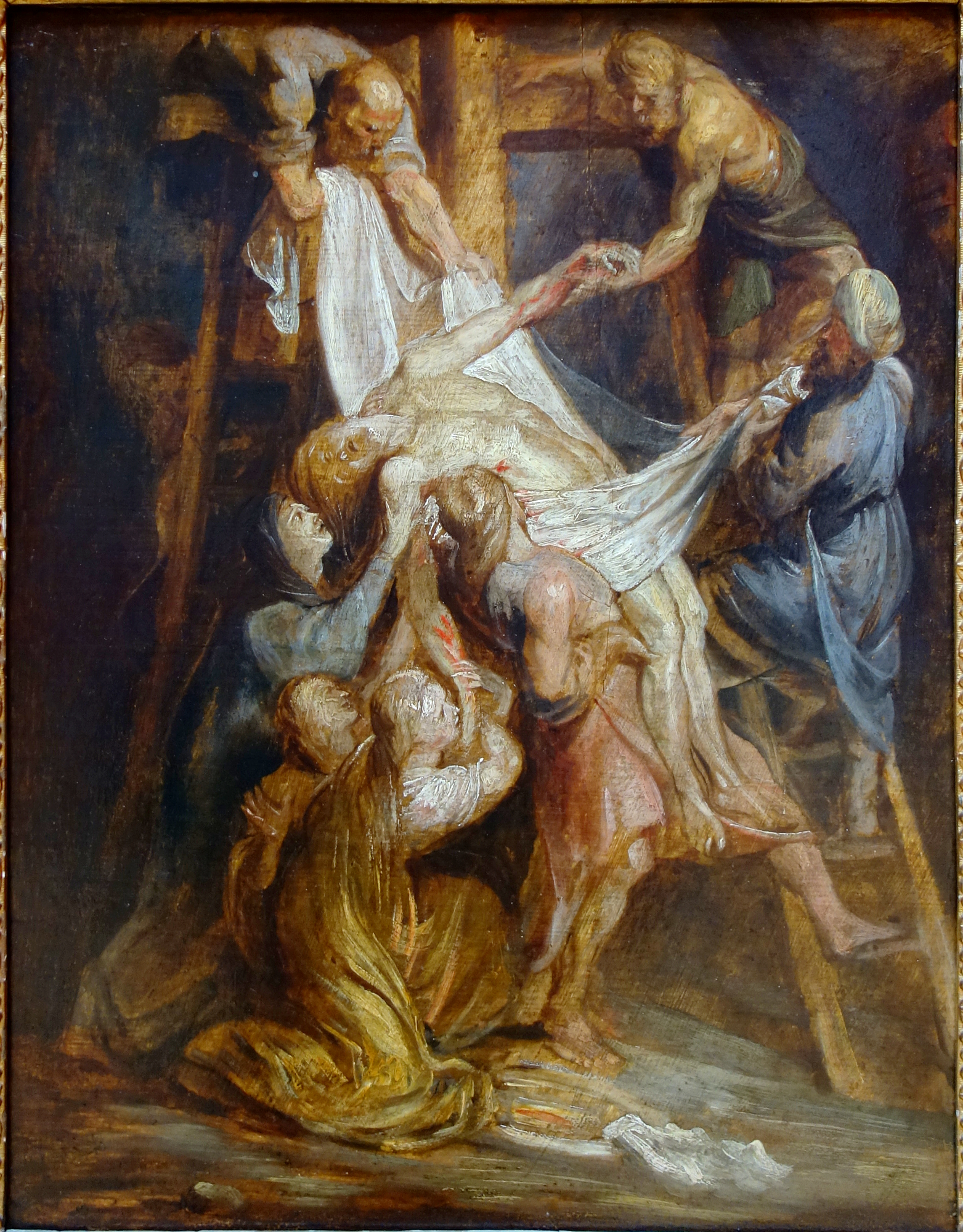
Esquisse de la Descente de croix, palais des Beaux-Arts de Lille

## Analyse
Conçu pour un retable qui se déploie au-dessus de l'autel, le tableau illustre le thème de l’eucharistie. D'abord par la représentation de la nappe de l’autel, symbolisée par le linceul, sur lequel le corps du christ est descendu entre les mains tendues du prêtre qui célèbre l'eucharistie. Ensuite, par la position des personnages, les lèvres de Marie-Madeleine posées sur la main ensanglantée du Christ et le visage de Jean proche de la plaie ouverte sur son flanc.